# Jim Borgman
Pour les articles homonymes, voir Borgman.
Jim Borgman (né le 24 février 1954 à Cincinnati) est un dessinateur de presse et auteur de bande dessinée américain. Il a reçu le Prix Pulitzer du dessin de presse en 1991 et le Prix Reuben en 1994, ainsi que cinq prix de la National Cartoonist Society du dessin de presse entre 1987 et 2006 pour son travail dans The Cincinnati Enquirer.
Il est actuellement surtout connu pour le comic strip Zits, qu'il a créé en 1997 avec le scénariste Jerry Scott et qui est diffusé en 2010 par plus de 1500 journaux. Zits lui a valu trois autres prix de la NCS ainsi que le prix Max et Mortiz du meilleur comic strip en 2000 et le Prix Adamson du meilleur auteur international en 2005.
Borgman a également réalisé Wonk City de 1994 à 1996 dans le Washington Post[réf. nécessaire].

### Documentation
- (en) Jim Borgman et Keith Knight, « Conversation: Jim Borgman & Keith Knight », The Comics Journal, Fantagraphics Books, no 300,‎ novembre 2009, p. 200-219 (ISBN 978-1-60699-187-9, ISSN 0194-7869).